# Andrés Montaño (piłkarz)
Andrés Anarbol Montaño Mora (ur. 22 maja 2002 w Los Cabos) – meksykański piłkarz występujący na pozycji środkowego pomocnika, reprezentant Meksyku, od 2024 roku zawodnik Cruz Azul.